# Tanja Kupisch
Tanja Kupisch (* 1973) ist eine deutsche Romanistin.

## Leben
Sie studierte Englische und Italienische Linguistik und erlangte 2001 den Masterabschluss an der Universität Hamburg. Danach war sie als wissenschaftliche Mitarbeiterin am dortigen Sonderforschungsbereich 538 Mehrsprachigkeit tätig und promovierte 2004 bei Natascha Müller mit einer Dissertation über den Erwerb von Determinanten bei deutsch-französisch und deutsch-italienisch bilingualen Kindern.
2006/2007 arbeitete Kupisch als Postdoc am Department of Linguistics bzw. Language Research Centre der University of Calgary und 2007/2008 als vertretender Assistant Professor an der McGill University in Kanada.
Von 2008 bis 2014 war sie Juniorprofessorin für Linguistik des Französischen und Italienischen in Hamburg. Parallel dazu war sie ab 2010 Mitarbeiterin an der Universität Lund. Seit 2014 ist sie Professorin für Romanische Sprachwissenschaft an der Universität Konstanz. Außerdem lehrt sie seit 2015 als Associate Professor (Professor II) für Linguistik an der Universität Tromsø.
Kupisch beschäftigt sich hauptsächlich mit Zwei- und Dreisprachigkeit bei Kindern und Erwachsenen sowie Bidialektalismus, mit Schwerpunkt auf Syntax und Phonologie.
Sie ist Mitherausgeberin der Fachzeitschrift Linguistic Approaches to Bilingualism.

## Schriften (Auswahl)
- The acquisition of the DP in French as the weaker language. Hamburg 2002.
- mit Imme Kuchenbrandt und Esther Rinke: Pronominal objects in romance. Comparing French, Italian, Portuguese, Romanian and Spanish. Hamburg 2005.
- The acquisition of determiners in bilingual German-Italian and German-French children. München 2006, ISBN 3-89586-996-1.